# East Tamaki
Pour les articles homonymes, voir Tamaki (homonymie).
East Tamaki est une banlieue de la cité d’Auckland, située dans l’île du Nord de la Nouvelle-Zélande.

## Situation
Elle est localisée au sud-est du centre de la cité d’Auckland.

## Gouvernance
Le secteur est sous la gouvernance locale du conseil d’Auckland. 

## Géographie
Comme la plupart des cônes d’Auckland, le paysage d’East Tāmaki est d’origine volcanique et forme une partie de ce qui est connu comme le « champ volcanique d’East Tāmaki », qui fait partie du champ volcanique d'Auckland, avec en particulier les volcans « Te Puke o Tara » et « Mātanginui» au niveau le la localité de Greenmount dont le cône domine la banlieue de la localité d’Ōtara. 
Un troisième cône appelé « Highbrook » par les colons pakehas (blancs d’origine européenne) et « Te Puke Ariki nui» par les Maoris ou «Te Maunga/montagne du Grand chef primordial. Mātangi nui était aussi le site d’un Pā, situé pas très loin de «Puke I Āki Rangi» (Point View), qui relie la « vallée de Mangemangeroa » et les zones voisines entourant les 3 autres cônes, que l’on considère comme la zone la plus dense des installations pré-européennes dans le secteur d’East Tāmaki. 

## Caractéristiques
Avant l’année 1960, c’était une zone largement agricole, avec des fermes produisant du lait. Un élément caractéristique du paysage est nommé « Smales Mountain», dont l’exploration a révélé en 2010 les restes d’un ancien Pa, un jardin avec un champ de pierre, une église primitive et la maison d’une ferme. Un caractère plus récent est le temple de Fo Guang Shan (en), qui était le plus important temple bouddhiste de Nouvelle-Zélande, quand il fut ouvert en 2007.

## Histoire
Te Puke o Tara (littéralement : La colline de Tara) fut connue aussi pendant un moment comme Smales Mount.  Te Puke o Tara était le domicile du chef primordial Tara Te Irirangi de l’iwi des Ngai Tai (en). Un des cône volcaniques proéminent d’East Tāmaki, et bien avant l’installation des européens dans le secteur, fut le site d’un Pā construit sur un cône de scories.
La colonisation Maori était favorisée par un sol volcanique riche permettant la culture en jardin avec des chutes d’eau fraîche,,.

## Économie
C’est maintenant une zone très largement industrielle adjacente à un secteur, dont la population est en croissance rapide.
East Tamaki est la plus importante enceinte industrielle d’Auckland, constituant un hub de fabrication et de distribution formé d’environ 2 000 entreprises commerciales, contribuant pour 3 billions de$ à l’économie de la Nouvelle-Zélande avec chaque année, 19 million$ de taxes, et 30 000 emplois avec une projection de plus de 45 000 emplois quand le « Highbrook Business Park » sera terminé. C’est certainement, une des zones de propriétés industrielles avec la plus haute performance du secteur d’Auckland et un taux de croissance, plus élevé que la moyenne régionale.